# Imran Khan
Imran Ahmad Khan Niazi (urdu ‏عمران احمد خان نیازی‎; ur. 5 października 1952 w Lahaur) – pakistański polityk i były krykiecista, premier Pakistanu w latach 2018–2022. 
Lider Pakistańskiego Ruchu na rzecz Sprawiedliwości (1996–2022). Od 2005 do 2014 kanclerz University of Bradford.

## Życiorys
Khan urodził się w zamożnej pasztuńskiej rodzinie w Lahaur.  Kształcił się na prywatnej brytyjskiej Royal Grammar School w Worcester, następnie do 1975 roku studiował filozofię, politologię i ekonomię na Uniwersytecie Oksfordzkim. 
Od 16 roku życia trenował krykiet. Swój pierwszy mecz w reprezentacji Pakistanu rozegrał w 1971 roku. W 1982 roku został kapitanem reprezentacji Pakistanu. W swojej karierze sportowej jego największym sukcesem było zdobycie Pucharu Świata w krykiecie w 1992 roku. 
Po zakończeniu kariery sportowej zaangażował się w politykę. 25 kwietnia 1996 założył własną partię polityczną – Pakistański Ruch na rzecz Sprawiedliwości (PTI), obejmując jednocześnie stanowisko przewodniczącego ugrupowania. W wyborach parlamentarnych w 2002 roku został wybrany z list PTI do Zgromadzenia Narodowego. W 2005 roku objął funkcję kanclerza na University of Bradford.
W 2013 roku Pakistański Ruch na rzecz Sprawiedliwości zdobył drugie miejsce w wyborach parlamentarnych, stając się największą partią opozycyjną. Khan zdobył ponownie mandat poselski.
W 2018 roku kierowana przez niego partia wygrała wybory parlamentarne, a on sam stanął na czele koalicyjnego gabinetu. W 2021 roku publicznie poparł przejęcie władzy w Afganistanie przez talibów i wezwał społeczność międzynarodową do współpracy z nimi. W pierwszych dniach rosyjskiej inwazji na Ukrainę, Khan złożył wizytę w Moskwie. W 2022 roku zakończył urzędowanie na stanowisku premiera w związku z przegranym w parlamencie głosowaniem nad wotum nieufności. Khan twierdził, że rozpad koalicji rządowej i jego odwołanie miało być inspirowane przez Stany Zjednoczone.
W sierpniu 2023 roku został skazany na 3 lata więzienia w związku z zarzutami korupcyjnymi.  Złożył następnie apelację, jednak wyrok pozbawił go możliwości startu w wyborach parlamentarnych. W styczniu 2024 roku sąd w Rawalpindi skazał Khana na 10 lat więzienia za ujawnienie tajemnicy państwowej, kiedy to na jednym z wieców miał wymachiwać szyfrowanym dokumentem, będącym rzekomo korespondencją dyplomatyczną między MSZ Pakistanu a ambasadą w Waszyngtonie.
Portal The Intercept upublicznił depeszę, według której Departament Stanu USA zachęcał członków rząd pakistańskiego rządu do usunięcia Imrana Khana ze stanowiska premiera w związku z jego postawą w sprawie rosyjskiej inwazji na Ukrainę.